# Wilmington (Kent)
Wilmington – wieś w Anglii, w hrabstwie Kent, w dystrykcie Dartford. Leży 30 km na północny zachód od miasta Maidstone i 24 km na wschód od centrum Londynu. Miejscowość liczy 6878 mieszkańców.